# Diego de Cubillas
Diego de Cubillas (1538-1575) fue un maestro cantero cántabro, natural de Matienzo, en el Valle de Ruesga.

## Biografía
En 1538, Diego de Cubillas comenzó la ejecución del cuerpo de la Iglesia de Nuestra Señora de la Asunción de Marazuela (Segovia) conforme a las trazas de su tío, García de Cubillas, maestro de las obras de la Catedral de Segovia.
En 1545, Diego de Cubillas colaboraba con Juan de Matienzo en el Palacio de Valsaín bajo la dirección de Alonso de Covarrubias.
En 1558, modificó la traza de Juan de Matienzo para la Iglesia de Nuestra Señora de la Asunción de Calabazas de Fuentidueña (Segovia). El origen común de ambos canteros y su vinculación profesional permiten suponer la existencia de un parentesco cercano. Ese mismo año, comenzó a trabajar a las órdenes de Rodrigo Gil de Hontañón en la Iglesia de San Cipriano de Fontiveros (Ávila).
En 1566 finalizó la ejecución de la torre de la Iglesia de San Martín de Tours de Aldeamayor de San Martín (Valladolid). El abono de estos trabajos se prolongó hasta mucho después de su muerte, siendo cobrados por su yerno y heredero, el cantero Lope de Matienzo, hermano de Juan de Matienzo.
En 1575, en el Libro de Fábrica de la Iglesia de Aldeamayor de San Martín se le menciona como fallecido.

## Obras
Entre las obras en las que participó, se encuentran las que se enumeran a continuación:
- Iglesia de Nuestra Señora de la Asunción de Marazuela (Segovia).
- Palacio de Valsaín
- Iglesia de Nuestra Señora de la Asunción de Calabazas de Fuentidueña (Segovia).
- Iglesia de San Cipriano de Fontiveros (Ávila).
- Iglesia de San Martín de Tours de Aldeamayor de San Martín (Valladolid).

### Artículos
- Esteban Molina, Jorge (2014). «Las reformas arquitectónicas del siglo XVI en la antigua iglesia de San Pedro de Íscar (Valladolid)». Boletín del Seminario de Estudios de Arte y Arqueología (Universidad de Valladolid) (Nº 80): 61-84. ISSN 1888-9751.

### Libros
- González Echegaray, María del Carmen (1925). Artistas cántabros de la edad moderna : su aportación al arte hispánico: (diccionario biográfico-artístico). Universidad de Cantabria. ISBN 978-84-87412-58-5.

- Brasas Egido, José Carlos (1977). Catálogo Monumental de la Provincia de Valladolid (Tomo X). Diputación Provincial de Valladolid. ISBN 978-84-500-2143-1. (enlace roto disponible en Internet Archive; véase el http://www.aldeamayordesanmartin.ayuntamientosdevalladolid.es/sites/www.aldeamayordesanmartin.ayuntamientosdevalladolid.es/files/cont_lugar_interes_docs/Informaci%C3%B3n%20Iglesia%20Cat%C3%A1logo%20monumental%20de%20Valladolid.pdf%3Dfalse (enlace roto disponible en Internet Archive; véase el [//web.archive.org/web/*/http://www.aldeamayordesanmartin.ayuntamientosdevalladolid.es/sites/www.aldeamayordesanmartin.ayuntamientosdevalladolid.es/files/cont_lugar_interes_docs/Informaci%C3%B3n%20Iglesia%20Cat%C3%A1logo%20monumental%20de%20Valladolid.pdf%3Dfalse historial, la primera versión y la última). historial], la http://www.aldeamayordesanmartin.ayuntamientosdevalladolid.es/sites/www.aldeamayordesanmartin.ayuntamientosdevalladolid.es/files/cont_lugar_interes_docs/Informaci%C3%B3n%20Iglesia%20Cat%C3%A1logo%20monumental%20de%20Valladolid.pdf%3Dfalse (enlace roto disponible en Internet Archive; véase el [//web.archive.org/web/*/http://www.aldeamayordesanmartin.ayuntamientosdevalladolid.es/sites/www.aldeamayordesanmartin.ayuntamientosdevalladolid.es/files/cont_lugar_interes_docs/Informaci%C3%B3n%20Iglesia%20Cat%C3%A1logo%20monumental%20de%20Valladolid.pdf%3Dfalse historial, la primera versión y la última). primera versión] y la http://www.aldeamayordesanmartin.ayuntamientosdevalladolid.es/sites/www.aldeamayordesanmartin.ayuntamientosdevalladolid.es/files/cont_lugar_interes_docs/Informaci%C3%B3n%20Iglesia%20Cat%C3%A1logo%20monumental%20de%20Valladolid.pdf%3Dfalse (enlace roto disponible en Internet Archive; véase el [//web.archive.org/web/*/http://www.aldeamayordesanmartin.ayuntamientosdevalladolid.es/sites/www.aldeamayordesanmartin.ayuntamientosdevalladolid.es/files/cont_lugar_interes_docs/Informaci%C3%B3n%20Iglesia%20Cat%C3%A1logo%20monumental%20de%20Valladolid.pdf%3Dfalse historial, la primera versión y la última). última]).

- Casaseca Casaseca, Antonio (1988). Rodrigo Gil de Hontañón (Rascafría, 1500 - Segovia, 1577). Junta de Castilla y León. ISBN 978-84-7846-000-7.

- Cortón de las Heras, María Teresa (1997). La construcción de la Catedral de Segovia (1525-1607). Obra Social y Cultural de la Caja de Ahorros y Monte de Piedad de Segovia. ISBN 978-84-89711-09-9.

- Cuéllar Lázaro, Juan (2007). Fuentidueña: comunidad de villa y tierra. Alcobendas: Real del Catorce, S.L. ISBN 978-84-935572-4-9.